# Cheiracanthium maraisi
Cheiracanthium maraisi là một loài nhện trong họ Miturgidae.
Loài này thuộc chi Cheiracanthium. Cheiracanthium maraisi được miêu tả năm 2007 bởi Lotz.